# Stantonia kawensis
Stantonia kawensis är en stekelart som beskrevs av Braet och Donald L.J. Quicke 2004. Stantonia kawensis ingår i släktet Stantonia och familjen bracksteklar. Inga underarter finns listade i Catalogue of Life.